# Orgelmuseum Gulangyu

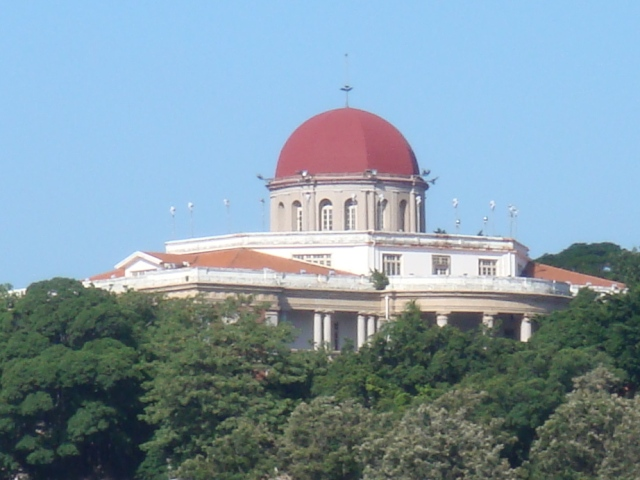
Orgelmuseum Gulangyu

Das Orgelmuseum Gulangyu ist ein Museum auf der Insel Gulangyu bei Xiamen. Es ist das einzige seiner Art in China und stellt mehr als 100 Musikinstrumente, wie Orgeln, Harmonien, Akkordeons und weitere Instrumente aus. Daneben gibt es auch ein Pianomuseum auf Gulangyu.

## Museum

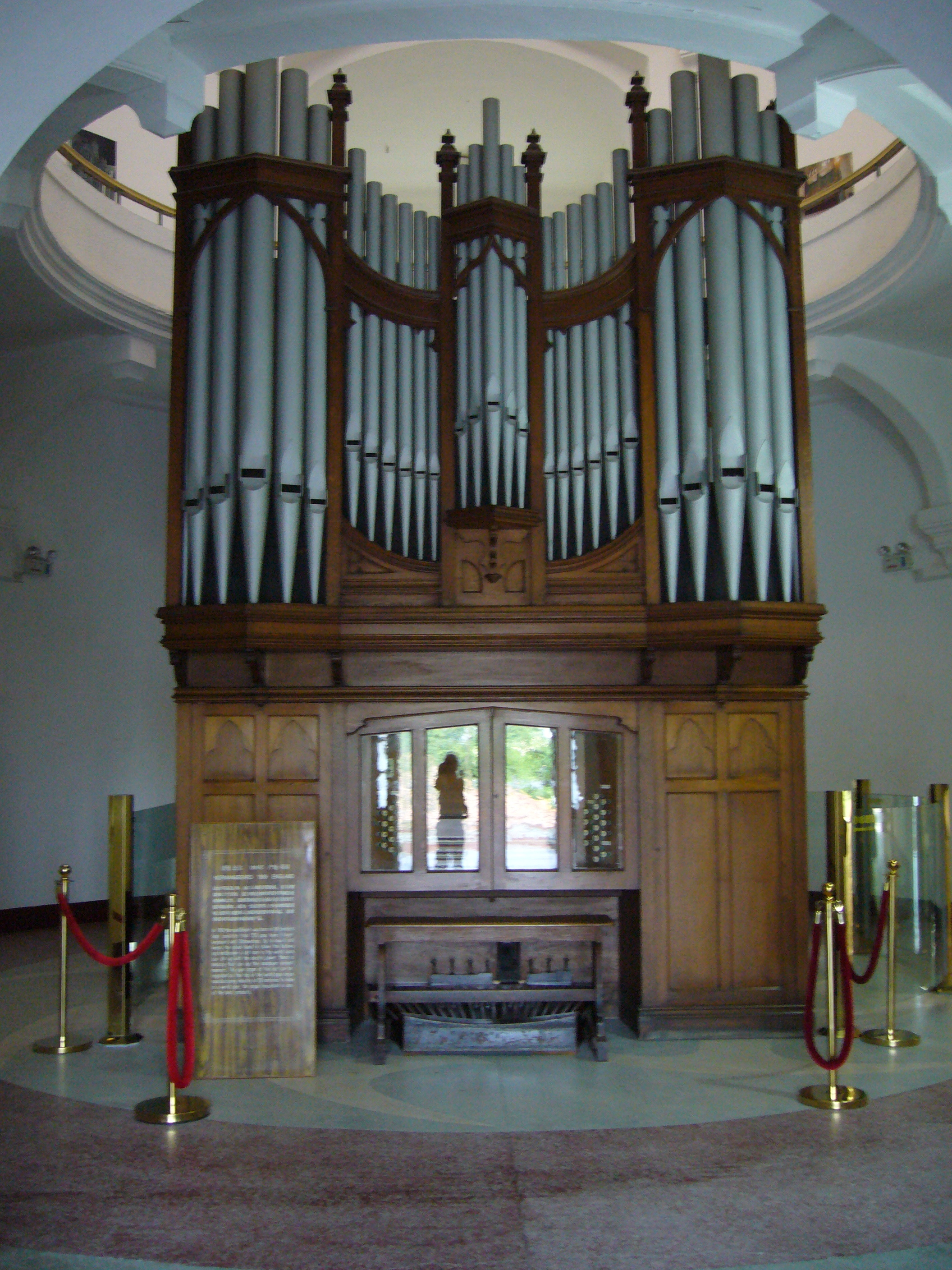
Orgel von Norman & Beard von 1909

Das Museum wurde 2005 von Hou Youyi (1936–2013) gegründet, der auf der Insel aufgewachsen war und bis zu seinem Tod in Australien lebte. Mit dem Museum in Gulangyu wollte er das größte Orgelmuseum der Welt errichten. Die Sammlung ist in einem großen Gebäude ausgestellt.
Für ausländische Besucher gibt es nur wenig Informationen über die Instrumente; Klangbeispiele werden nicht angeboten.
Im Museum befindet sich die nach der Registerzahl größte Orgel Chinas. Diese wurde 2017 von der österreichischen Orgelbaufirma Rieger aus älteren Instrumenten von Hutchings und Casavant erstellt. Sie hat 103 klingende Stimmen und 28 weitere Register auf drei Manualen mit Pedal. Eine weitere Orgel ist von Norman & Beard aus dem Jahr 1909 mit 21 Registern und 2 Manualen.